# Prix Nelson-Mandela
Le prix Nelson Mandela est une distinction honorifique créée en 2014 par les Nations unies pour récompenser des personnes « qui consacrent leur vie au service de l'humanité via la promotion des objectifs et principes des Nations unies, tout en rendant hommage à la vie extraordinaire de Nelson Mandela et à son héritage de réconciliation, de transition politique et de transformation sociale ». Le Prix des Nations Unies Nelson Rolihlahla Mandela a été décerné pour la première fois en 2015.

## Histoire et fonctionnement
Le prix est créé le 7 juin 2014 par l'Assemblée générale des Nations unies afin de rendre hommage à Nelson Mandela, disparu quelques mois auparavant, et a son héritage, symbolisé par la citation suivante : "Tant que la pauvreté, l'injustice et les inégalités flagrantes persisteront dans notre monde, nul d'entre nous ne connaîtra de véritable repos." 
Le comité de sélection de l'ONU est composé de cinq représentants tournant, recouvrant les cinq groupes régionaux de l'organisation, plus le représentant permanent de l'Afrique du Sud, membre d'office ainsi que le Président de l'Assemblée générale des Nations unies. Ainsi, en 2015, le jury était composé des représentants permanents de l'Algérie, de la Lettonie, du Mexique, de l'Arabie saoudite et de la Suède.
En 2020, le jury était composé des représentants permanents du Burundi, de l'Afghanistan, de la Hongrie, du Nicaragua et de la Grèce.
Le prix est décerné une fois par an. En hommage à l'humilité dont faisait preuve Nelson Mandela, chaque lauréat du prix reçoit une plaque de distinction. La remise se fait lors d'une cérémonie spéciale lors d'une séance plénière de l'Assemblée mondiale de la Santé.
Procédure de proposition et de choix des candidats :
Toute administration sanitaire nationale d’un État Membre de l’Organisation mondiale de la Santé ou tout lauréat antérieur peut proposer le nom d’un candidat au prix. Le prix ne peut pas être attribué à un membre ou à un ancien membre du personnel de l’Organisation mondiale de la Santé, ni à un membre du Conseil exécutif pendant l’exercice de son mandat.
La candidature doit être accompagnée d’une déclaration écrite qui en expose les motifs. Si le candidat n’obtient pas le prix, sa candidature peut être présentée plusieurs fois.
Les propositions sont adressées au Directeur général de l’Organisation mondiale de la Santé, qui les communique au Groupe de sélection.
Le Groupe de sélection examine, en séance à huis clos, les candidatures au prix et propose au Conseil exécutif le ou les noms du ou des lauréats du prix. Sa proposition est examinée par le Conseil exécutif, qui désigne le ou les lauréats du prix.

## Lauréats
| Date | Lauréat(s)                                                   | Nationalité      | Travaux récompensés |
| ---- | ------------------------------------------------------------ | ---------------- | --- |
| 2015 | Helena Ndume Jorge Sampaio                                   | Namibie Portugal | Pour avoir dédié sa vie au traitement de la cécité et des maladies liées aux yeux dans son pays et dans le monde en développement ; Pour avoir fortement contribué à la lutte pour restaurer la démocratie dans son pays, en tant que maire de Lisbonne puis que président de la République portugaise. |
| 2020 | Mariánna Vardinogiánni Morissanda Kouyaté                    | Grèce Guinée     | Pour avoir agi en tant que philanthrope et ambassadrice de bonne volonté en faveur des droits de l'homme et de la protection de l'enfance ; Pour son combat d'avocat contre les violences faites aux femmes et aux filles en Afrique.                                                                   |
| 2021 | Fondation thaïlandaise de promotion de la santé (ThaiHealth) | Thaïlande        | Rôle clé dans la sensibilisation aux questions de santé, en particulier dans les communautés marginalisées. Elle a mis en œuvre divers programmes visant à améliorer l'accès aux soins de santé, à promouvoir l'éducation sanitaire et à lutter contre les inégalités en matière de santé.              |
| 2022 | Wu Zunyou                                                    | Chine            | Engagement lié aux droits de l'homme, en particulier dans le contexte des crises sanitaires |
| 2023 | Mariam Athbi Al Jalahma                                      | Bahreïn          | Engagement en faveur des droits de l'homme et de la justice sociale, elle est reconnue pour ses luttes contre les injustices et pour la promotion de la liberté, en particulier dans le contexte des droits des femmes et des enfants.                                                                  |
| 2024 | Bontle Mbongwe                                               | Botswana         | Défenseur de la santé publique et militant contre le tabagisme. |